# Salival (Moselle)
Pour les articles homonymes, voir Salival.
Salival est une ancienne commune française du département de la Moselle, étant aujourd'hui une  exploitation agricole. Elle est rattachée à Moyenvic depuis 1928 dont elle forme l'un des écarts. Il s'y trouve les restes d'une ancienne abbaye.

## Situation géographique

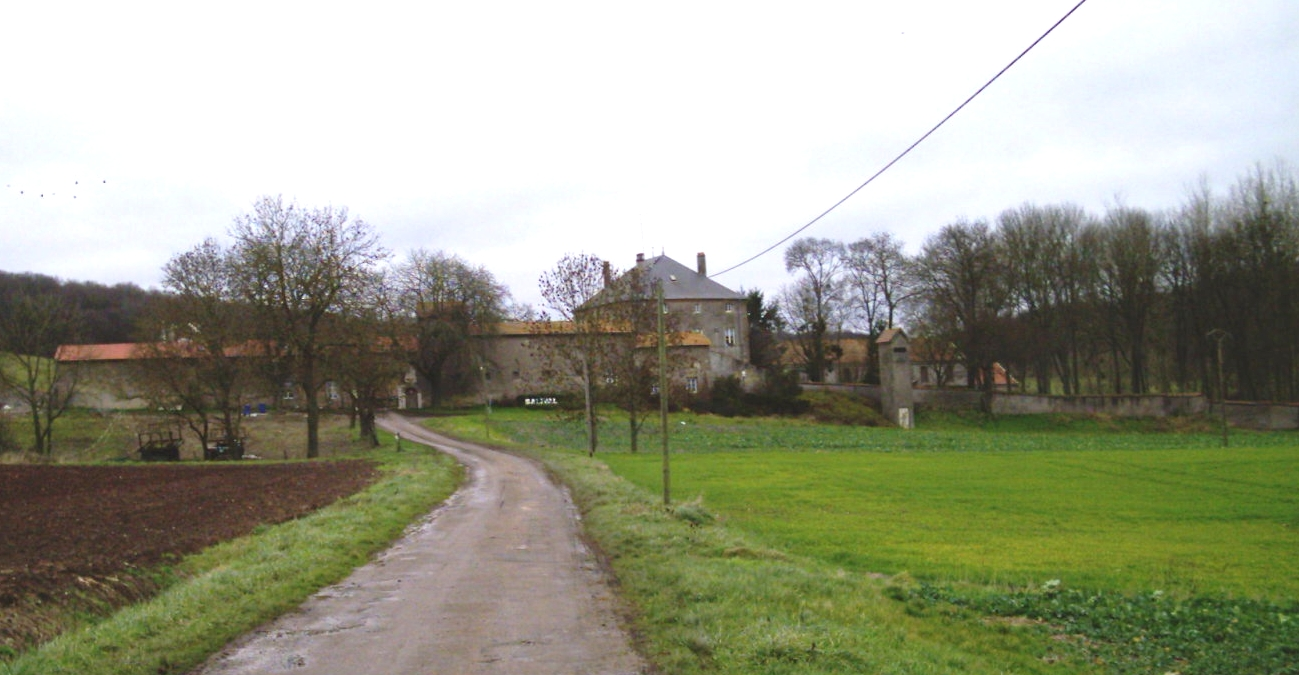
Vue générale de la ferme.

Salival se trouve au nord du village de Moyenvic, à droite de la route D955 menant vers Château-Salins. Le nom de Salival, provient vraisemblablement du mot sel, qui est commun dans ce pays du Saulnois.
Arrivé au hameau de Salival, en suivant la petite route qui s'ouvre à droite sur quelques centaines de mètres, on rejoint la côte Saint-Jean où, selon la légende, saint Livier fut exécuté.
On trouve également à proximité une ancienne villa gallo-romaine.

## Toponymie
Le nom de la localité est attesté sous les formes Ecclesia Saline vallis (1177) ; Salinwas (1252) ; Salli vallis ; Salivas (1258) ; Salinvas (1273) ; Sallinvals (1276) ; Lou covent de Salivaulx (1291) ; Sailinvalz (1296) ; Salivalz (1342) ; Sallival (1404).

Salival, Marsal, Château-Salins, dans la vallée de la Seille évoquent l'exploitation des sources salées aux périodes médiévale et moderne.

## Histoire administrative
Salival s'élève sur le territoire d'un ancien village nommé Bourmont qui fut vraisemblablement détruit lors de la guerre de Trente Ans. 
En 1820, Salival comprenait dix maisons de fermes, un moulin et une chapelle à l'intérieur d'une enceinte possédant une seule porte d'entrée. Elle abritait 81 habitants, pour 13 ménages. La superficie communale totalisait 357 hectares, dont 210 en labours et 100 en forêts. Elle était une annexe de Morville-lès-Vic.
La commune de Salival a fusionné en 1888 avec Morville-lès-Vic. Avant son rattachement la commune comptait 95 habitants en 1876, puis seulement 48 en 1881. En 1928, le hameau et le territoire de Salival passent à la commune de Moyenvic.

## Démographie
| 1793 | 1800 | 1806 | 1821 | 1831 | 1836 | 1841 | 1846 | 1851 |
| ---- | ---- | ---- | ---- | ---- | ---- | ---- | ---- | ---- |
| 62   | 75   | 76   | 81   | 73   | 37   | 56   | 51   | 66   |

| 1856 | 1861 | 1872 | 1876 | 1881 | - | - | - | - |
| ---- | ---- | ---- | ---- | ---- | - | - | - | - |
| 66   | 79   | 99   | 95   | 48   | - | - | - | - |

## Abbaye de Salival
À Salival se trouve l'ancienne abbaye Notre-Dame de la Nativité, de l'ordre des Prémontrés, fondée en 1156.